# Hofrat Simon Heinrich Sack’sche Familienstiftung

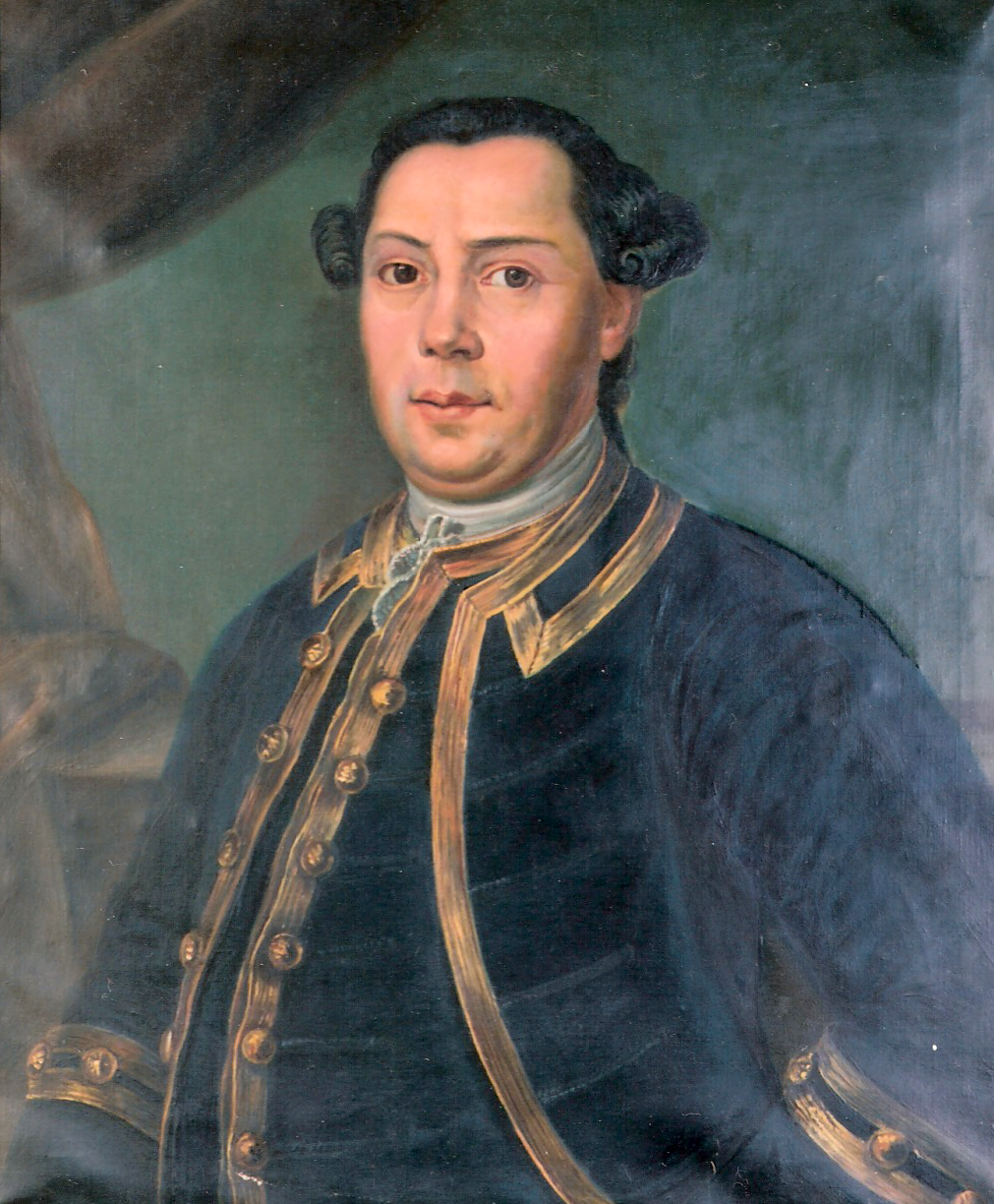
Simon Heinrich Sack

## Person des Stifters
Die Hofrat Simon Heinrich Sack’sche Familienstiftung wurde begründet von Simon Heinrich Sack, Sohn des Hofpredigers Friedrich Ernst Sack aus Hecklingen. Nach seinem Studium der Rechtswissenschaft wurde er im Alter von 27 Jahren Hof- und Kriminalrat in Glogau. Als Anwalt genoss er das Vertrauen des schlesischen Adels wegen seiner Lauterkeit und Unparteilichkeit. Dadurch erwarb er ein hohes Vermögen.

## Gründung der Stiftung
Simon Heinrich Sack begründete 1791 die Stiftung, die den Nachkommen seines Vaters, Friedrich Ernst Sack (1676–1783) (Ernestinische Linie), August Friedrich Wilhelm Sack (Wilhelminische Linie) sowie der Adoptivtochter Louise Ernestine Cramer (1757–1831) (Cramerische Linie) zugutekommen sollte.
Im Jahre 1789 wurde durch den „landesherrlichen Konsenz“ die Hofrat Simon Heinrich Sack’sche Familienstiftung anerkannt. Seit 1945 hat sie ihren Sitz in Bückeburg.
Trotz des Verlustes eines Großteils des Geldvermögens besteht die Stiftung noch heute und wird von den Nachkommen des Stifters weitergeführt. Sie gibt regelmäßig das „Silberne Buch der Familie Sack“ heraus, das die Geschichte der Stiftung und die Genealogie darstellt.